# Gipfel von Göteborg 2001

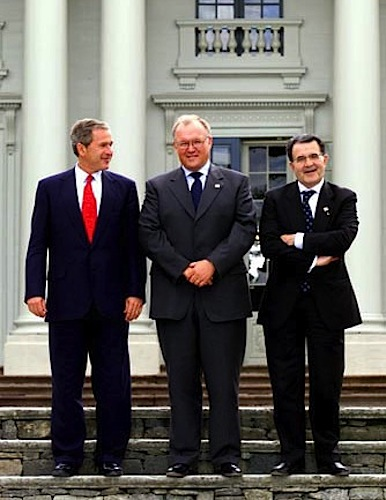
George W. Bush, Göran Persson und Romano Prodi am 14. Juni 2001

Der EU-Gipfel in Göteborg war ein Treffen des Europäischen Rats im schwedischen Göteborg im Jahr 2001. Das Treffen fand am 15. und 16. Juni statt, wurde jedoch von den Ausschreitungen im Umfeld des Gipfels überschattet.

## Themen und Teilnehmer
Neben dem Gastgeber Göran Persson waren sämtliche Staats- und Regierungschefs der EU-Mitgliedsländer eingeladen. Bereits einen Tag vor dem eigentlichen Gipfel fand ein Treffen zwischen George W. Bush und den Gipfel-Teilnehmern statt. Der Gipfel fand zum Ende der schwedischen Ratspräsidentschaft statt.
Hauptthema des Treffens war die Reform und Erweiterung der Europäischen Union sowie die Entwicklung einer Nachhaltigkeitsstrategie. Kurz vor dem Gipfel hatte Irland den Vertrag von Nizza in einem Referendum abgelehnt. Außerdem wurde die wirtschaftliche Entwicklung der Union und ihre Aufgabe bei internationalen Konflikten, besonders im Nahen Osten und auf dem westlichen Balkan thematisiert.
Die gemeinsame Erklärung zum EU/US Summit betonte die Gemeinsamkeiten Europas und der Vereinigten Staaten. Als wesentliche Aufgaben wurden die Stärkung der Demokratie und des Freihandels, die Bekämpfung der Armut sowie der Schutz der Umwelt bezeichnet.

## Demonstrationen

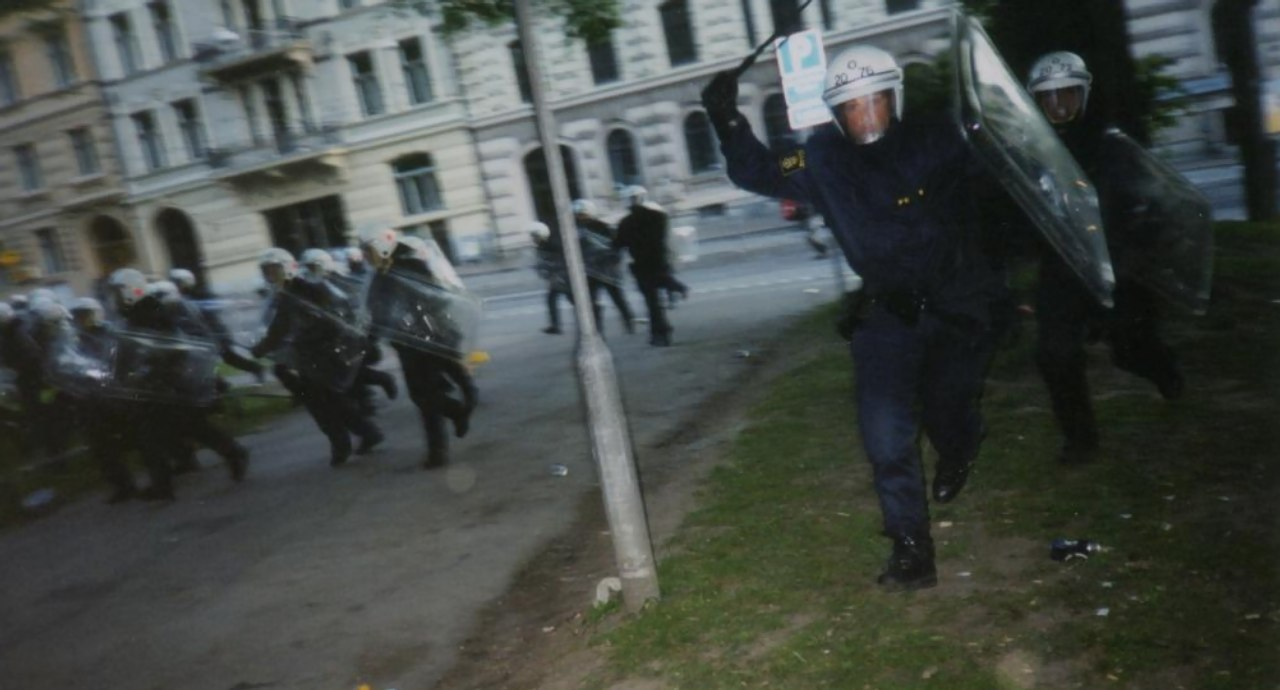
Polizisten am 15. Juni 2001

Rund 25.000 Demonstranten wurden für den Zeitraum des Treffens in Göteborg erwartet. Neben EU-Gegnern demonstrierten vorwiegend Globalisierungskritiker sowie Mitglieder der Friedensbewegung und Antikapitalisten. Die schwedische Polizei war den heftigen Protesten nicht gewachsen. Es kam zu Ausschreitungen, nachdem die Polizei noch vor Beginn der Demonstration am Morgen des 14. Juni das Hvitfeldtska-Gymnasium umstellte, wo mehrere hundert Aktivisten ihr Quartier hatten. 459 Personen wurden festgenommen. Am 15. Juni feuerte ein Polizist mehrere Schüsse auf Demonstranten ab, neben zwei Beintreffern wurde eine Person durch einen Bauchschuss lebensgefährlich verletzt.
Die Ursachen und Hintergründe der Ausschreitungen sind in einem Untersuchungsbericht der Schwedischen Regierung ausführlich dargelegt worden. Der Bericht stellte „gravierende Fehler“ bei der Arbeit der Polizei fest. Insbesondere sei der Einsatz am Hvitfeldtska-Gymnasium „handwerklich schlecht“ durchgeführt worden und habe „die Bewegungsfreiheit der Menschen auf dem Schulgelände unangemessen eingeschränkt“. Die Ausstattung und die Ausbildung der Polizei zur Bekämpfung gewaltsamer Ausschreitungen war unzureichend. So verfügte sie etwa über keine Wasserwerfer, Tränengas oder Gummigeschosse. Auch die Polizeigewerkschaft (Polisförbundet) kam in einer Studie zu dem Ergebnis, man könne „die Einsatzleitung während des EU-Gipfels mit einem Wort zusammenfassen: Chaos“.
Im Jahr 2003 erschien der Film Terrorister – en film om dom dömda von Lukas Moodysson und Stefan Jarl, der sich kritisch mit der Strafverfolgung durch Justiz und Polizei auseinandersetzt.